# Паушальная сумма
Паушальная сумма, паушальная цена — общая сумма (цена) без дифференциации её составляющих.

## Этимология
Немецкоязычный термин «die Pauschale» от pauschal «целиком, в целом; в общем и целом».
В английском языке имеется аналогичный термин lump sum (от lump «крупный кусок»), который часто используется в международной практике. Во французском языке сходное значение имеет термин somme forfaitaire — «полная сумма».
В русскоязычных документах традиционно используется немецкий термин, однако, кроме как в отношении подрядных договоров, официального толкования в российском законодательстве не имеется.

## Паушальная сумма
Сумма, обозначенная, как паушальная, как правило, не имеет разбивки на составляющие элементы и обоснования её величины (расчёта, сметы). К такой сумме не применяются какие-либо доплаты или скидки, индексы-дефляторы и т. п. В то же время в договоре могут быть выделены этапы работ и авансы, могут быть оговорены санкции за нарушение сроков выполнения работ. По общему правилу, в договоре следует выделять сумму НДС.
Такой подход характерен, например, для научно-исследовательских, опытно-конструкторских или иных подрядных работ и услуг, представляющих трудности при обосновании суммы договора, и для случаев, когда изменение условий выполнения работ маловероятно. При этом всё же возможен риск хозяйственных споров в случаях досрочного расторжения контракта, изменения его объёма, получения отрицательных результатов и т. п. Для снижения рисков целесообразно указывать в договорах способ избежания или разрешения таких споров.

## Паушальная цена
Под паушальной ценой товара понимается усреднённая цена одного экземпляра в партии товара без различий по сорту, качеству и иным потребительским свойствам.
Понятие «паушальная цена» применимо также к сумме подрядного договора и широко применяется в международной практике. Стороны могут предусмотреть в договоре возможность корректировки цены при определённых обстоятельствах. Зачастую паушальная цена разбивается на суммы, соответствующие стоимости строительно-монтажных работ, материалов, технологического оборудования, прочих видов затрат и услуг, а также за передачу технологии. Такая разбивка может упростить корректировку цены в ходе выполнения контракта.
В российском законодательстве и договорной практике цена подрядного договора может быть приблизительной и твердой. Паушальная твердая цена предусматривает выплату заказчиком подрядчику заранее обусловленной суммы после выполнения последним работ, определённых проектной документацией. Паушальная сумма не подлежит пересмотру, за исключением случаев внесения заказчиком изменений в проект в ходе его выполнения.
Для заказчиков преимущества контрактов с твердой ценой могут проявляться в более точном определении затрат на проект, снижении финансовых рисков, простоте управления проектом.

## Паушальный платёж
Паушальный платёж — единовременный платёж, при котором не производится распределение платежей между отдельными наименованиями товаров и услуг. Размер паушальных платежей твёрдый, не зависит от других условий договора и экономических результатов. Понятие часто применяется в экономике авторского права и во франчайзинге в противоположность роялти.

## Паушальный взнос
Паушальный взнос — единоразовый платёж владельца торговой точки (франчайзи) в пользу франчайзера при заключении договора франшизы. Некоторые компании отказываются от него для привлечения потенциальных партнёров. Важно понимать, что если продавец франшизы просит внести только паушальный взнос, то стоит насторожиться, потому что франчайзер в таком случае может иметь цель собрать как можно больше денег на франчайзи и оставить их на произвол судьбы.

## Паушальный налог
Паушальный налог — налог или сбор, выплачиваемый в фиксированном размере независимо от продолжительности и интенсивности хозяйственной деятельности, её экономических результатов. Является по сути регрессивным налогом, так как его доля в затратах предпринимателя падает с увеличением объёма продаж. В российском законодательстве чаще применяется термин «аккордный налог». Например, такой вид налога использует упрощённая система налогообложения индивидуальными предпринимателями на основе патента (Налоговый кодекс Российской Федерации, статья 346.25.1).